# Joseph Breen
Joseph Ignatius Breen (Filadélfia, 14 de outubro de 1888 - Los Angeles, 5 de dezembro de 1965) foi um jornalista estadunidense. De 1934 a 1954 ele atuou como chefe da Administração do Código de Produção de Hollywood (Production Code Administration, PCA).

## Início de vida e carreira
Breen era o mais novo dos três filhos de Mary e Hugh A. Breen, nascidos na Filadélfia. Seu pai havia emigrado da Irlanda e conheceu sua mãe, Mary, em Nova Jersey. Breen foi criado em um lar católico romano rigoroso e frequentou a Gesu Parish School até a oitava série e após, também estudou na Boys Catholic High School. Ele frequentou o Saint Joseph's College, mas desistiu depois de dois anos, após o que trabalhou como repórter de um jornal por quatorze anos na Filadélfia, Washington, D.C. e Chicago. Após isto, Breen foi para o United States Foreign Service por quatro anos, servindo em Kingston capital da Jamaica e em Toronto no Canadá.
Em 1926, atuou como diretor de publicidade do 28º Congresso Eucarístico Internacional na cidade de Chicago.

## Censurador de filmes

### 1934-1941
Breen era jornalista e um "leigo influente" na comunidade católica. Sendo constantemente chamado por Will H. Hays para "solucionar problemas" em 1931.
Por volta de 1933, a Legião Nacional Católica da Decência foi fundada e começou a classificar filmes de forma independente, pressionando a indústria cinematográfica do país. De 1933 até 1934, a Legião, juntamente com vários grupos protestantes, lançou planos para boicotar longa-metragem que consideravam "imorais". A Motion Picture Producers and Distributors of America (MPPDA) havia, até então, imposto os próprios padrões de autocensura da  comuns, embora não muito seriamente. Hays, que estava encarregado de aplicar este código voluntário desde 1927, temia que os esforços da NLD pudessem enfraquecer seu próprio poder e o de seu escritório e prejudicar os lucros da indústria. Ele então colocou Breen para chefiar a MPPDA pelo departamento recém-criado chamado Código Hays. Ao contrário das tentativas anteriores de autocensura, as decisões agora tornaram-se vinculativas — nenhum filme poderia ser exibido em um cinema americano sem um selo de aprovação da censura. E qualquer empresa que tentasse fazer isso enfrentaria uma multa de US$ 25.000.
Após dez anos de censura voluntária malsucedida e de expansão dos conselhos de censura locais, o código foi então aprovado sendo aplicado nacionalmente a partir de 1º de julho de 1934. A revista Liberty em 1936 reage de forma desfavorável a nomeação de Breen deu "mais influência na padronização do pensamento mundial do que Mussolini, Hitler ou Stalin".
Breen escreveu cartas antissemitas no início da década de 1930, incluindo frases como "Noventa e cinco por cento dessas pessoas são judeus de uma linhagem do Leste Europeu. Eles são, provavelmente, a escória da escória da terra". Ao final de 1934, ele foi "publicamente e abertamente anti-antissemita". E colaborava ocasionalmente com Georg Gyssling representante da Alemanha Nazista em Hollywood.
William Dudley Pelley, o fundador da organização antissemita Silver Legion of America, acreditava que os judeus controlavam a indústria cinematográfica, que ele considerava o "meio de propaganda mais eficaz na América", durante a década de 1930. Por isso, ele aplaudiu o fato de Breen ter assumido o poder da censura sobre Hollywood. Breen estava profundamente preocupado que cineastas judeus tentassem usar os maus-tratos dos nazistas ao seu povo durante a década de 1930 como um "veículo de propaganda". Ele estava preocupado que os alemães se ofendesse com a representação maligna dos nazistas, então alertou especificamente os produtores para evitarem o assunto completamente, dizendo que "[h]á um forte sentimento pró-alemão e antissemita neste país [...] e embora aqueles que provavelmente aprovariam um filme anti-Hitler possam pensar bem de tal empreendimento, eles devem ter em mente que milhões de americanos podem pensar o contrário". O censurador afirmou que obras anti-nazistas estavam sendo coordenadas pela Liga Anti-Nazista que ele alegou ser "conduzida e financiada quase inteiramente por judeus". Breen pressionou a Metro-Goldwyn-Mayer a abandonar os planos de filmar o romance antifascista mais vendido de Sinclair Lewis, It Can't Happen Here, depois de insistir por 60 vezes. Ele também pediu à MGM em 1938 para mudar o vilão nazista na adaptação de Three Comrades para "fugir da sugestão de que estamos lidando com violência nazista ou terrorismo".
Breen não emitiu uma declaração contra o antissemitismo até julho de 1939, que dizia, em parte: "Em meu julgamento, não há nada mais importante para nós, católicos, fazermos no momento presente do que usar nossas energias para conter a maré de intolerância e hostilidade racial". Isso ocorreu após declarações no final de 1938 do Papa Pio XI denunciando o antissemitismo, afirmando que "não é possível para os cristãos participarem do antissemitismo", bem como do recém-formado Comitê de Católicos para Combater o Antissemitismo. Os dois autores do Código Hays, Martin J. Quigley e o Rev. Daniel Lord promoveram a causa. Quigley pediu a Breen que ajudasse a reunir declarações de apoio de católicos na indústria cinematográfica de Hollywood.

### 1941-1954
Breen demitiu-se em abril de 1941, atribuindo sua saída ao "excesso de trabalho e à necessidade de um longo descanso". Ficando brevemente como gerente geral da RKO Pictures porém retornou a sua função anteriormente em 1942.
Em meados da década de 1950, o poder de Breen sobre Hollywood estava diminuindo. Por exemplo, Samuel Goldwyn insistiu publicamente que o código hays fosse revisado. Na mesma época, Howard Hughes o dono da RKO, lançou The French Line (1953) que continha cenas reveladoras da atriz Jane Russell em um maiô, apesar de Breen ter se recusado a aprovar o lançamento do longa-metragem. Durante 1951, o escritório de Breen se recusou a aprovar o filme de Otto Preminger, The Moon Is Blue (1953), devido a certas objeções no diálogo. Mas, a United Artists apoiou o diretor em sua decisão de lançar o longa-metragem mesmo sem a aprovação da censura.
Em 1954, no mesmo ano em que se aposentou, em resposta a esses eventos em uma entrevista com Aline Mosby, Breen afirmou que "após os eventos dos últimos 10 meses - The French Line e The Moon Is Blue  - o código está mais arraigado do que nunca". Geoffrey Shurlock o substituiu no cargo. Após aposentar-se ele foi premiado com um Oscar honorário por "sua gestão consciente, de mente aberta e digna do nosso Código de Produção Cinematográfica".

## Vida pessoal
Em fevereiro de 1914, Breen casou-se com Mary Dervin, com quem teve seis filhos: três meninos e três meninas. Seu filho Joseph Breen, Jr. tornou-se escritor e diretor. Um de seus outros filhos, Thomas, cuja perna direita foi amputada devido a um ferimento de combate em Guam durante a Segunda Guerra Mundial, foi escalado para um papel importante no filme de Jean Renoir, Le Fleuve (1951), interpretando um veterano de guerra ferido. Renoir não sabia na época que Thomas era filho de Joseph Breen.
Após sua aposentadoria, Breen mudou-se para Phoenix no Arizona, com sua esposa Mary. Ele sofreu com problemas de saúde em seus últimos anos e acabou perdendo o uso das pernas. Ele morreu aos 77 anos em 5 de dezembro de 1965, no Brentwood Convalescent Home em Los Angeles e foi enterrado no Cemitério Holy Cross no município Culver City.

## Na cultura popular
No filme The Aviator de 2004 dirigido por Martin Scorcese, Joseph Breen é interpretado por Edward Herrmann.